# Eemster
Eemster is een gehucht in de gemeente Westerveld, in de Nederlandse provincie Drenthe. Het is gelegen in de driehoek Geeuwenbrug-Lheebroek-Dwingeloo.
Eemster wordt ook wel een buurtschap maar ook een dorp genoemd. Vanaf de 19e eeuw groeide het langzaam uit van een buurtschap tot een plaats met een echte kern. Eemster kende lang ook een eigen school (gesloten in 2015) maar kende geen kerk. Qua adressering valt het onder Dwingeloo. Eemster is wel een eigen boermarke. In 1210 werd de plaats vermeld als Hemsere, in 1217 Emesere en in 1461 als toe Eemshoren.
Ten noorden van de kern van Eemster liggen de Eemster-es en de Eemsterkamp, zo wordt het ook een esdorp of esgehucht genoemd. Eemster behoorde kort tot de gemeente Diever, tot 1812.